# Danielle Krudy
Danielle Krudy (* im 20. Jahrhundert) ist eine US-amerikanische Regisseurin und Drehbuchautorin.

## Leben
Danielle Krudy wuchs in Ohio auf. Nach einem Filmstudium an der Wesleyan University, folgte ein Postgraduierten-Stipendium der Kinematographie an der Filmakademie Baden-Württemberg. Für Filme wie Black Swan, Ruby Sparks und Cowboys & Aliens arbeitete Krudy als Kameraassistentin des Oscar-nominierten Kameramanns Matthew Libatique. Später arbeitete sie bei Annapurna Pictures für Megan Ellison und als Creative Researcher des Unternehmens. Zudem arbeitete sie mit Regisseuren wie Bennett Miller, David O. Russell, Angela Robinson und Chris Cunningham zusammen.
Ihr Spielfilmdebüt gab sie mit dem Mystery-Drama Blow the Man Down, bei dem sie gemeinsam mit Bridget Savage Cole Regie führte und auch das Drehbuch schrieb. Die beiden Frauen hatten sich kennengelernt, als Savage Cole für die Aufnahmen zu einem Musikvideo als Kamerafrau tätig war und Krudy als ihre Kameraassistentin. Sie besuchten auch zur gleichen Zeit die Wesleyan University, waren jedoch in verschiedenen Jahrgängen. Ihr gemeinsamer Debütfilm feierte im April 2019 beim Tribeca Film Festival seine Premiere, wo er im US Narrative Competition gezeigt wurde. Blow the Man Down wurde mit Filmen der Coen-Brüder verglichen, insbesondere mit Fargo, und erzählt eine frauenzentrierte Geschichte. Zudem wurde Krudy beim Tribeca Film Festival gemeinsam mit Savage Cole für das beste Drehbuch ausgezeichnet.

## Filmografie (Auswahl)
- 2012: Window Dressing (Fernsehserie, eine Folge)
- 2012. Julia (Kurzfilm)
- 2019: Blow the Man Down

## Auszeichnungen
Tribeca Film Festival
- 2019: Nominierung als Best Narrative Feature (Blow the Man Down)
- 2019: Auszeichnung für das Beste Drehbuch – U.S. Narrative Feature Film (Blow the Man Down)[7]